# Lidtjärnen (Sävars socken, Västerbotten)
Lidtjärnen är en sjö i Umeå kommun i Västerbotten och ingår i Sävaråns huvudavrinningsområde.